# Mînkivți, Dunaiivți
Mînkivți (în ucraineană Миньківці) este localitatea de reședință a comunei Mînkivți din raionul Dunaiivți, regiunea Hmelnîțkîi, Ucraina.

## Demografie
Componența lingvistică a localității Mînkivți
     Ucraineană (97,71%)
     Rusă (2,29%)
Conform recensământului din 2001, majoritatea populației localității Mînkivți era vorbitoare de ucraineană (97,71%), existând în minoritate și vorbitori de rusă (2,29%).